# Grammy Award al miglior artista esordiente
Il Grammy per il miglior artista esordiente (Grammy Award for Best New Artist) è un premio Grammy istituito nel 1960, un anno dopo la prima edizione dello spettacolo. Fa parte dei quattro grandi premi principali ed è infatti uno dei più prestigiosi. Questa categoria premia l'artista rivelazione dell'anno.

## Vincitori e candidati

### Anni 1960
- 1960
  - Bobby Darin
  - Mark Murphy
  - Johnny Restivo
  - Mavis Rivers
  - Edd Byrnes
- 1961
  - Bob Newhart
  - Brothers Four
  - Miriam Makeba
  - Leontyne Price
  - Joanie Sommers
- 1962
  - Peter Nero
  - Ann-Margret
  - Dick Gregory
  - The Lettermen
  - Timi Yuro
- 1963
  - Robert Goulet
  - The Four Seasons
  - Vaughn Meader
  - The New Christy Minstrels
  - Peter, Paul and Mary
  - Allan Sherman
- 1964
  - The Swingle Singers
  - Vikki Carr
  - John Gary
  - J's With Jamie
  - Trini Lopez
- 1965I membri dei The Beatles: John Lennon, Paul McCartney, Ringo Starr, e George Harrison (in senso orario da sinistra)
  - The Beatles
  - Petula Clark
  - Astrud Gilberto
  - Antônio Carlos Jobim
  - Morgana King
- 1966
  - Tom Jones
  - The Byrds
  - Herman's Hermits
  - Horst Jankowski
  - Marilyn Maye
  - Sonny & Cher
  - Glenn Yarbrough

I membri dei The Beatles: John Lennon, Paul McCartney, Ringo Starr, e George Harrison (in senso orario da sinistra)

- 1967: Il premio non fu assegnato a nessun candidato.
  - The Association
  - The Mamas & the Papas
  - The Monkees
  - The New Vaudeville Band
  - Lou Rawls
  - The Sandpipers
- 1968
  - Bobbie Gentry
  - Lana Cantrell
  - The Fifth Dimension
  - Harpers Bizarre
  - Jefferson Airplane
- 1969
  - José Feliciano
  - Cream
  - Gary Puckett & The Union Gap
  - Jeannie C. Riley
  - O.C. Smith

### Anni 1970
- 1970
  - Crosby, Stills, Nash & Young
  - Led Zeppelin
  - Oliver
  - Chicago
  - The Neon Philharmonic
- 1971
  - The Carpenters
  - Elton John
  - Anne Murray
  - Melba Moore
  - The Partridge Family
- 1972
  - Carly Simon
  - Chase
  - Bill Withers
  - Emerson, Lake & Palmer
  - Hamilton, Joe Frank and Reynolds
- 1973
  - America
  - The Eagles
  - John Prine
  - Loggins and Messina
  - Harry Chapin
- 1974
  - Bette Midler
  - Barry White
  - Maureen McGovern
  - Marie Osmond
  - Eumir Deodato
- 1975
  - Marvin Hamlisch
  - Bad Company
  - Johnny Bristol
  - David Essex
  - Phoebe Snow
  - Graham Central Station
- 1976
  - Natalie Cole
  - KC and the Sunshine Band
  - The Brecker Brothers
  - Morris Albert
  - Amazing Rhythm Aces
- 1977
  - Starland Vocal Band
  - Boston
  - The Brothers Johnson
  - Wild Cherry

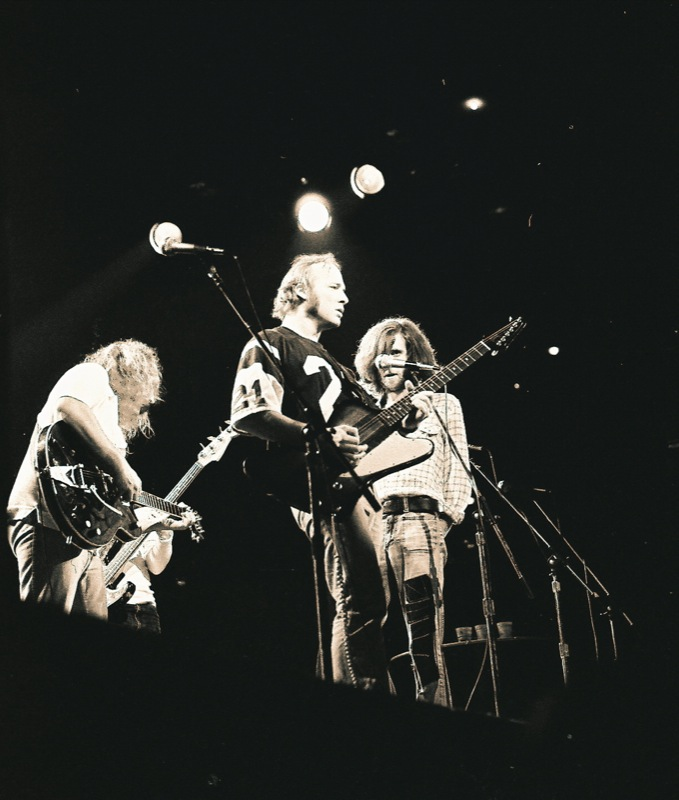
I Crosby, Stills, Nash & Young, vincitori nel 1970.

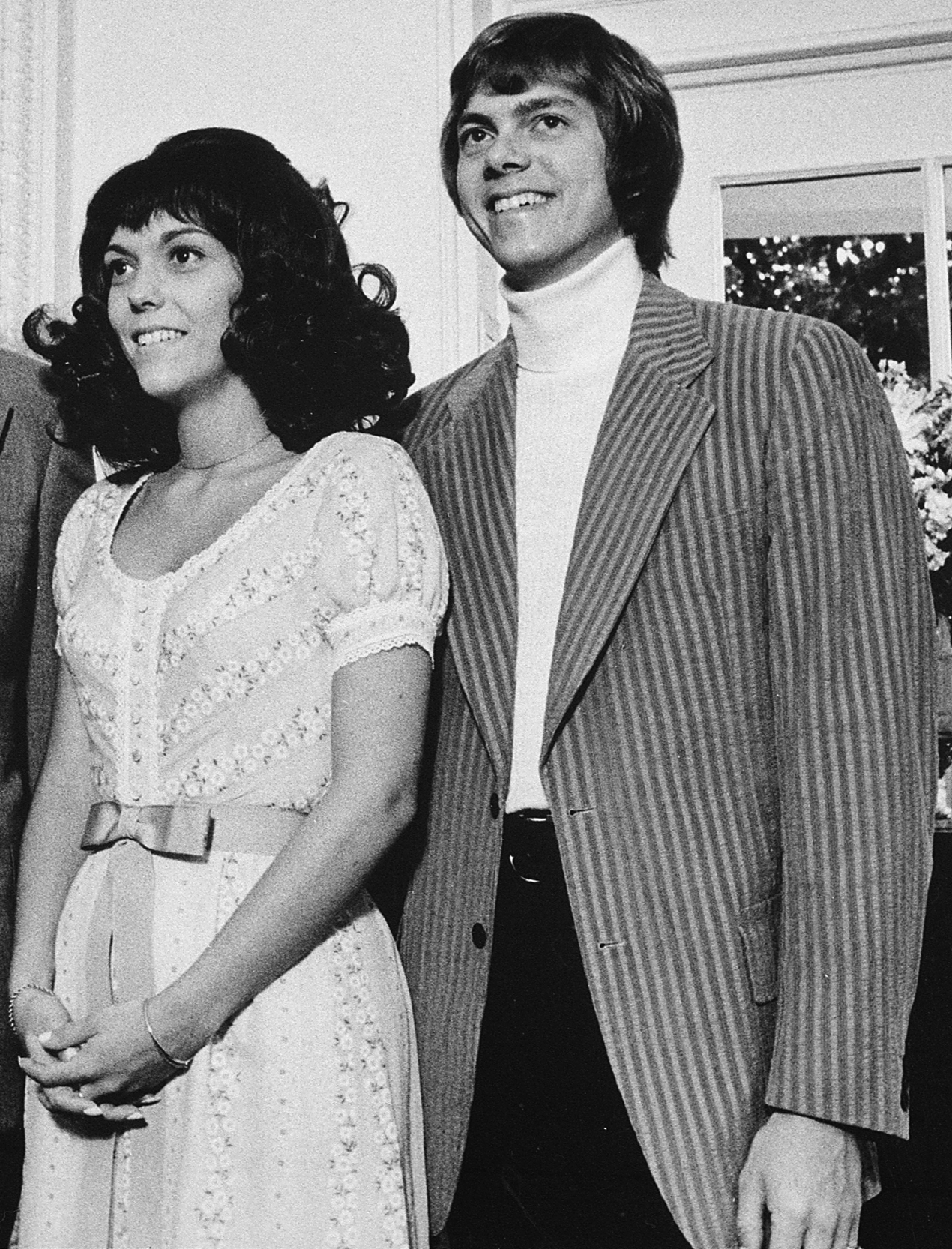
I The Carpenters, vincitori nel 1971.

  - Dr. Buzzard's Original "Savannah" Band
- 1978
  - Debby Boone
  - Andy Gibb
  - Foreigner
  - Shaun Cassidy
  - Stephen Bishop
- 1979
  - A Taste of Honey
  - Elvis Costello
  - Toto
  - Chris Rea
  - The Cars

### Anni 1980

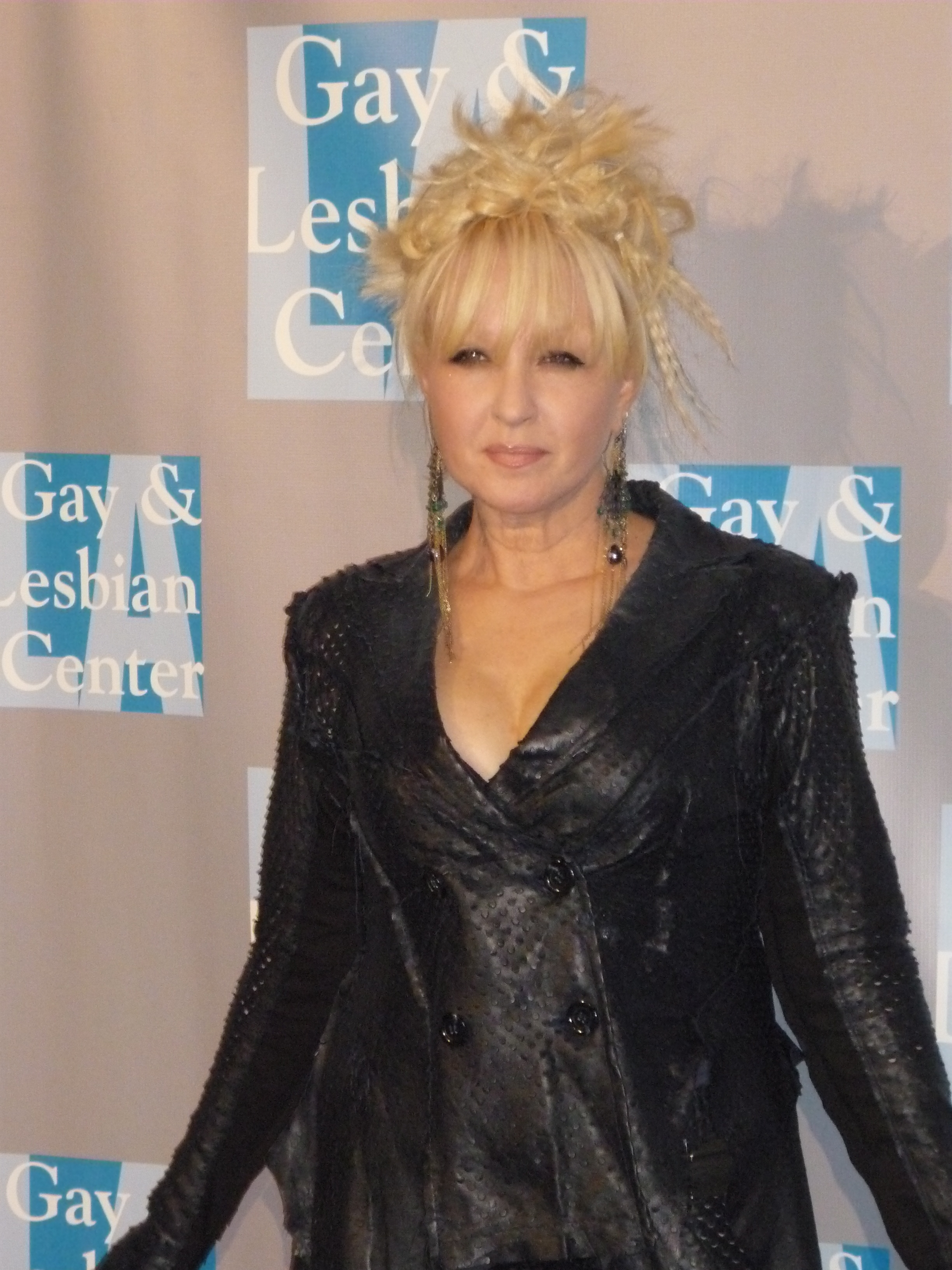
Cyndi Lauper, vincitrice nel 1985.

- 1980
  - Rickie Lee Jones
  - The Blues Brothers
  - Dire Straits
  - The Knack
  - Robin Williams
- 1981
  - Christopher Cross
  - Irene Cara
  - Robbie Dupree
  - Amy Holland
  - The Pretenders
- 1982
  - Sheena Easton
  - Luther Vandross
  - Go-Go's
  - James Ingram
  - Adam & the Ants
- 1983
  - Men at Work
  - Jennifer Holliday
  - Asia
  - Stray Cats
  - The Human League
- 1984
  - Culture Club
  - Musical Youth
  - Men Without Hats
  - Big Country
  - Eurythmics
- 1985
  - Cyndi Lauper
  - Sheila E
  - The Judds
  - Corey Hart
  - Frankie Goes to Hollywood
- 1986
  - Sade
  - a-ha
  - Freddie Jackson
  - Julian Lennon
  - Katrina & The Waves
- 1987
  - Bruce Hornsby & the Range
  - Simply Red
  - Timbuk 3
  - Nu Shooz
  - Glass Tiger
- 1988
  - Jody Watley
  - Breakfast Club
  - Cutting Crew
  - Terence Trent D'Arby
  - Swing Out Sister
- 1989
  - Tracy Chapman
  - Rick Astley
  - Toni Childs
  - Take 6
  - Vanessa L. Williams

### Anni 1990

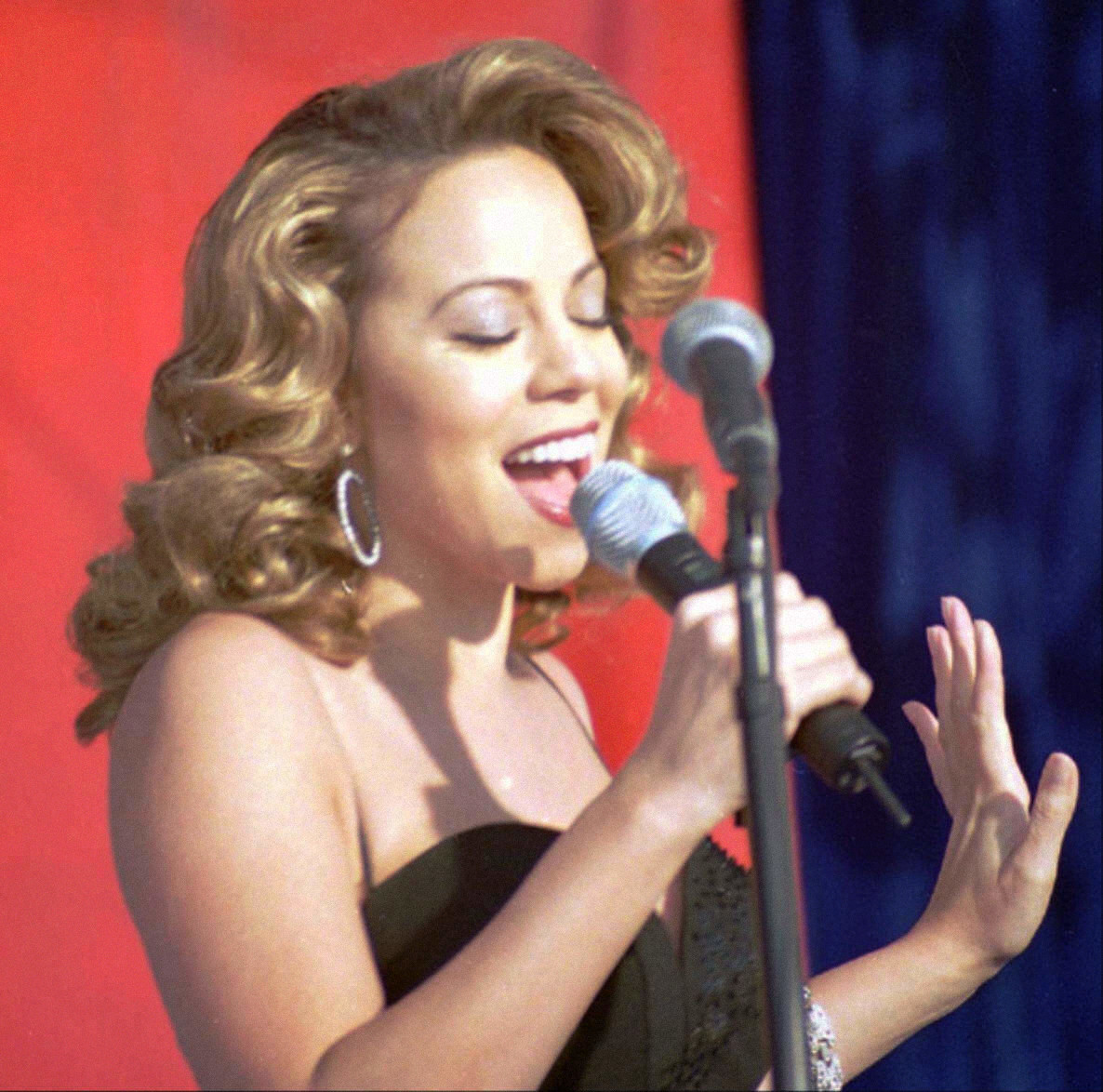
Mariah Carey, vincitrice nel 1991.

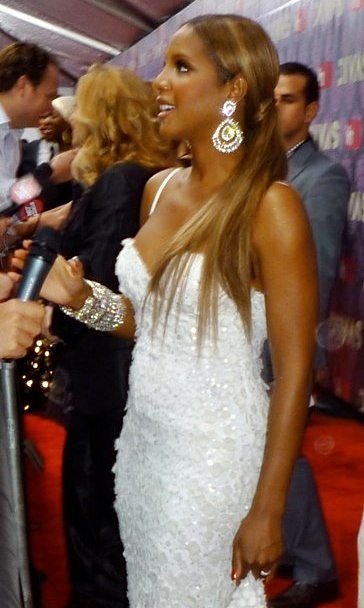
Toni Braxton, vincitrice nel 1994.

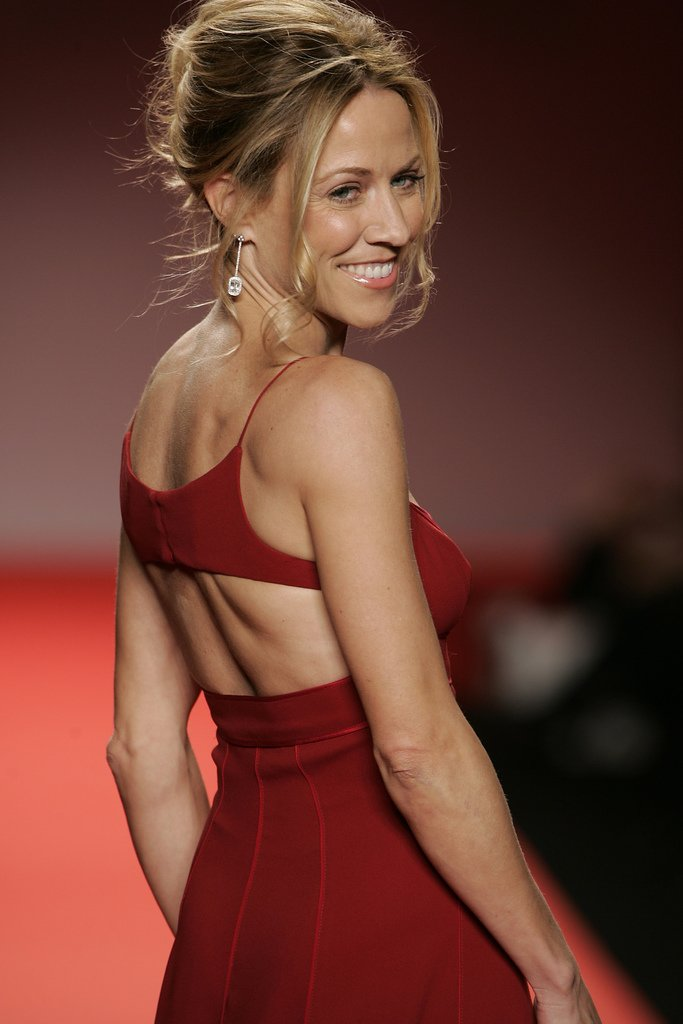
Sheryl Crow, vincitrice nel 1995.

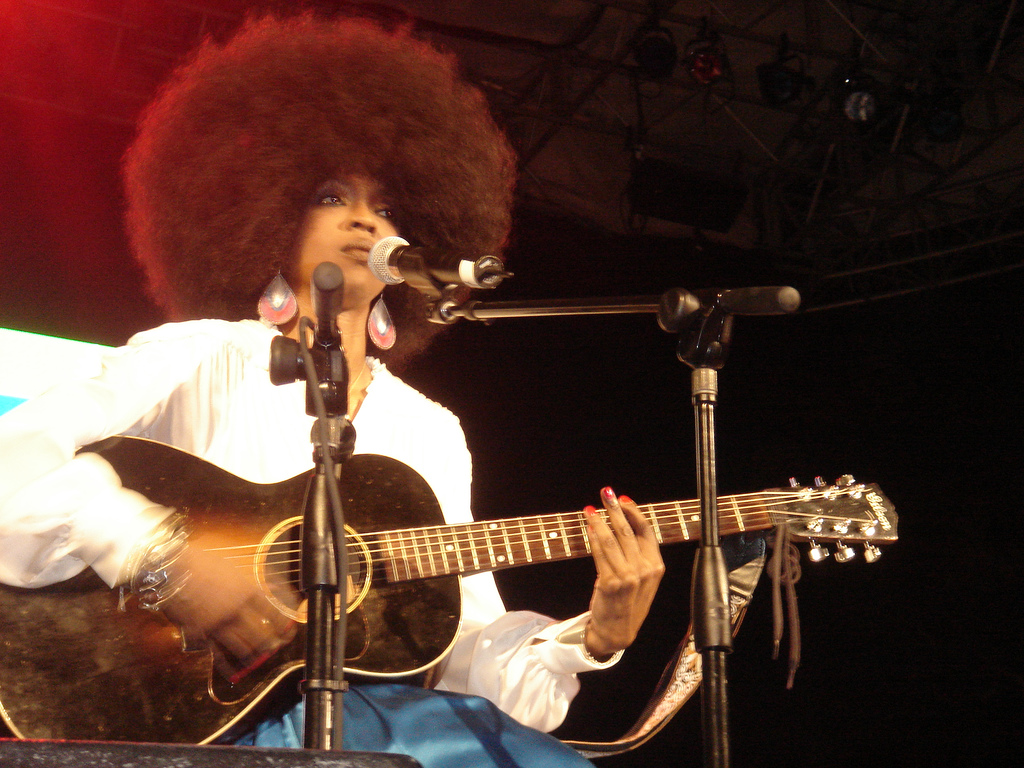
Lauryn Hill, vincitrice nel 1999.

- 1990
  - Milli Vanilli[1][2]
  - Tone Lōc
  - Soul II Soul
  - Indigo Girls
  - Neneh Cherry
- 1991
  - Mariah Carey
  - The Black Crowes
  - The Kentucky Headhunters
  - Lisa Stansfield
  - Wilson Phillips
- 1992
  - Marc Cohn
  - Boyz II Men
  - Seal
  - Color Me Badd
  - C+C Music Factory
- 1993
  - Arrested Development
  - Billy Ray Cyrus
  - Kris Kross
  - Sophie B. Hawkins
  - Jon Secada
- 1994
  - Toni Braxton
  - Blind Melon
  - SWV
  - Digable Planets
  - Belly
- 1995
  - Sheryl Crow
  - Ace of Base
  - Crash Test Dummies
  - Green Day
  - Counting Crows
- 1996
  - Hootie & the Blowfish
  - Brandy
  - Alanis Morissette
  - Shania Twain
  - Joan Osborne
- 1997
  - LeAnn Rimes
  - Jewel
  - Garbage
  - No Doubt
  - Tony Rich Project
- 1998
  - Paula Cole
  - Fiona Apple
  - Erykah Badu
  - Hanson
  - Puff Daddy
- 1999
  - Lauryn Hill
  - Dixie Chicks
  - Backstreet Boys
  - Natalie Imbruglia
  - Andrea Bocelli

### Anni 2000

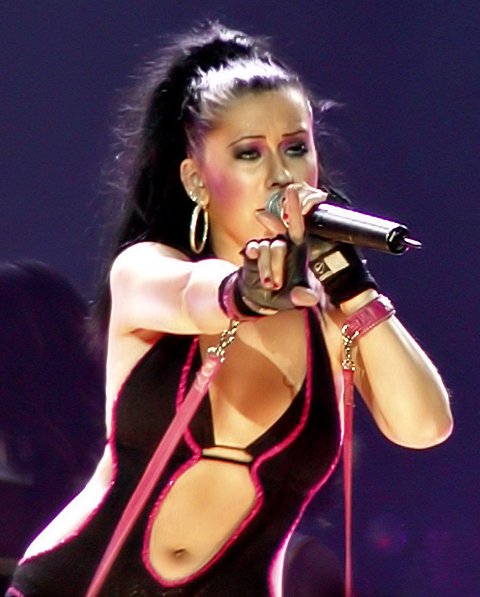
Christina Aguilera, vincitrice nel 2000.

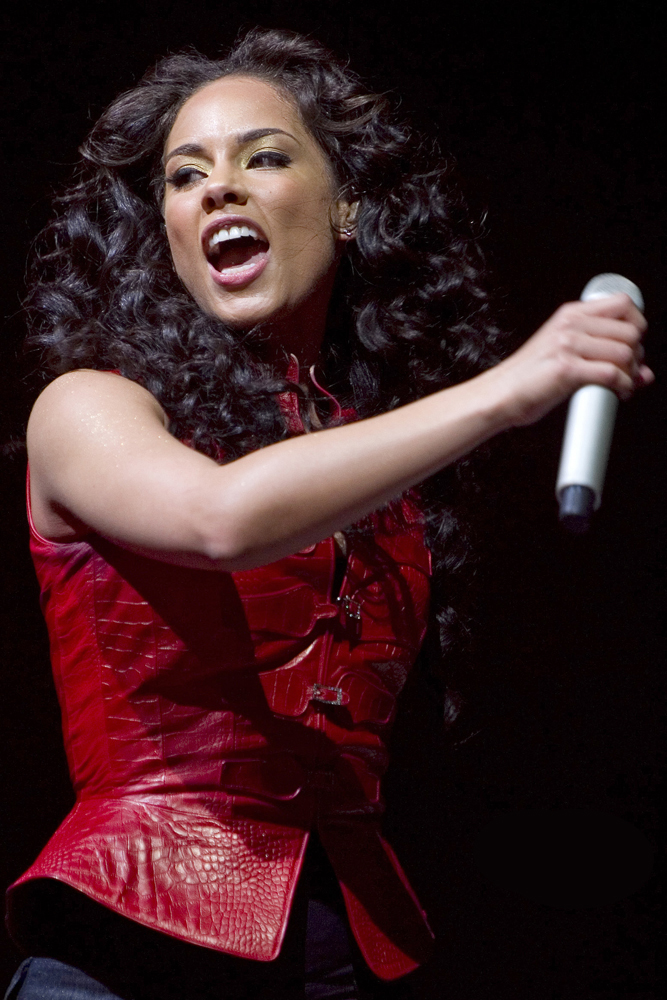
Alicia Keys, vincitrice nel 2002.

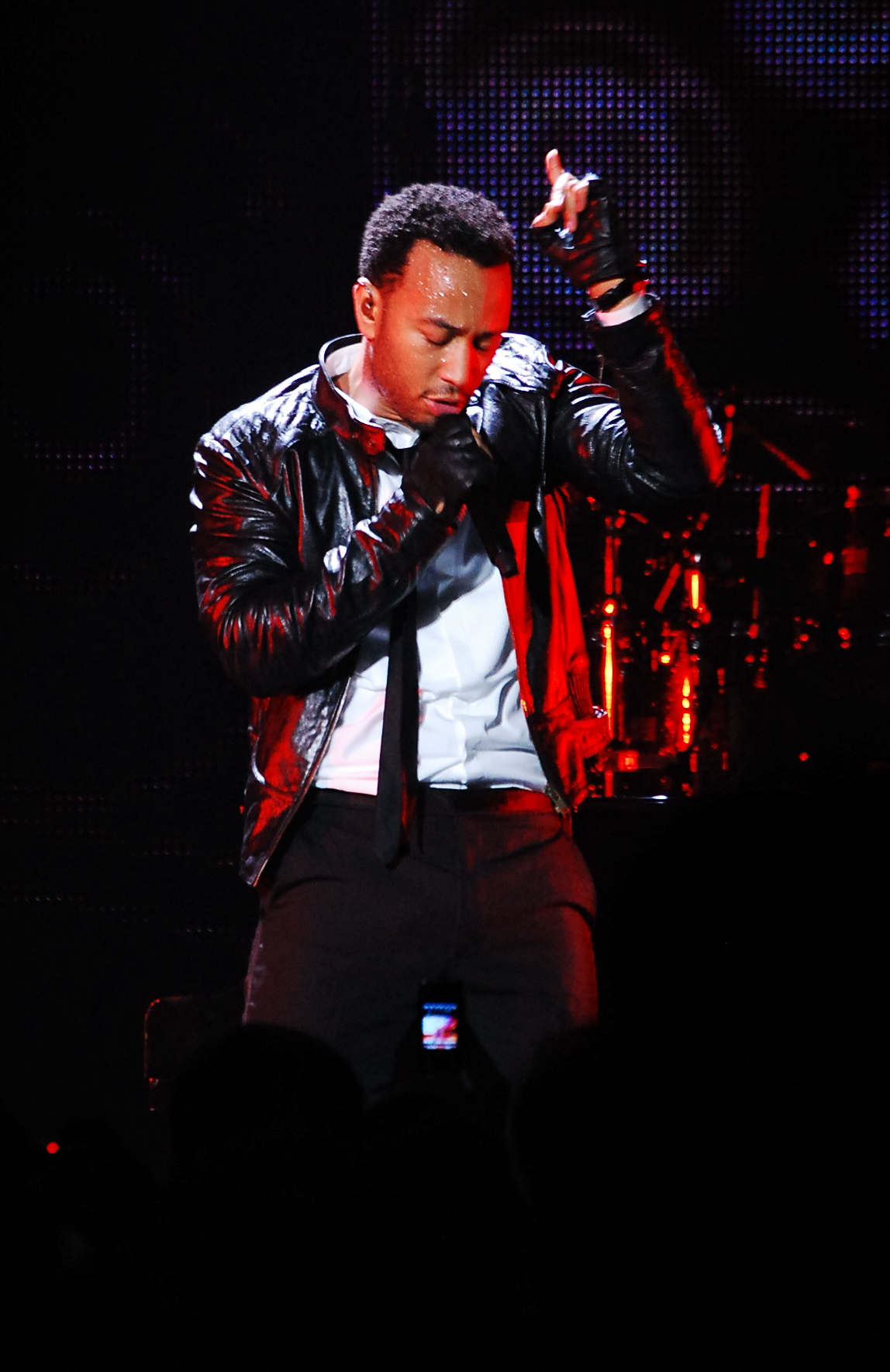
John Legend, vincitore nel 2006.

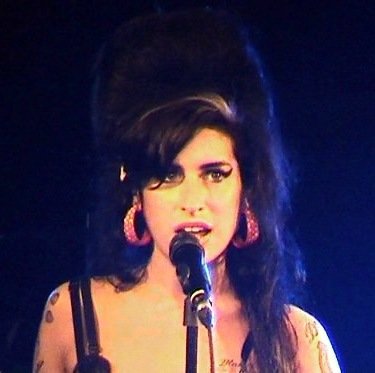
Amy Winehouse, vincitrice nel 2008.

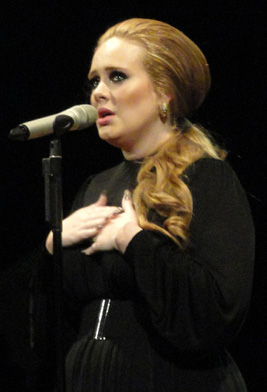
Adele, vincitrice nel 2009.

- 2000
  - Christina Aguilera
  - Britney Spears
  - Macy Gray
  - Kid Rock
  - Susan Tedeschi
- 2001
  - Shelby Lynne
  - Jill Scott
  - Papa Roach
  - Brad Paisley
  - Sisqó
- 2002
  - Alicia Keys
  - India.Arie
  - David Gray
  - Nelly Furtado
  - Linkin Park
- 2003
  - Norah Jones
  - Ashanti
  - Avril Lavigne
  - John Mayer
  - Michelle Branch
- 2004
  - Evanescence
  - Sean Paul
  - Heather Headley
  - 50 Cent
  - Fountains of Wayne
- 2005
  - Maroon 5
  - Kanye West
  - Joss Stone
  - Gretchen Wilson
  - Los Lonely Boys
- 2006
  - John Legend
  - Ciara
  - Sugarland
  - Keane
  - Fall Out Boy
- 2007
  - Carrie Underwood
  - Chris Brown
  - Corinne Bailey Rae
  - James Blunt
  - Imogen Heap
- 2008
  - Amy Winehouse
  - Feist
  - Ledisi
  - Paramore
  - Taylor Swift
- 2009
  - Adele
  - Duffy
  - Jonas Brothers
  - Jazmine Sullivan
  - Lady Antebellum

### Anni 2010

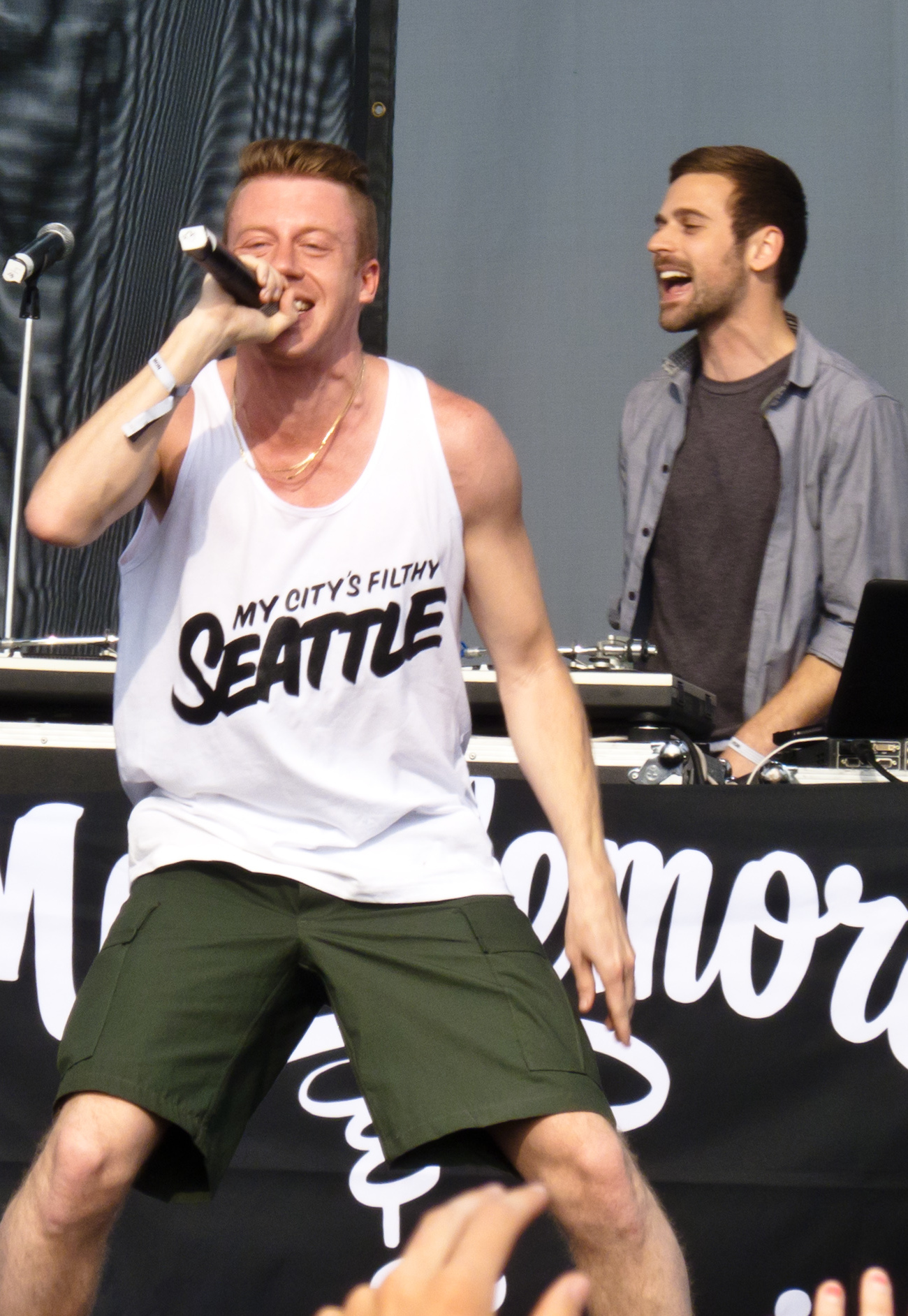
Macklemore & Ryan Lewis, vincitori nel 2014.

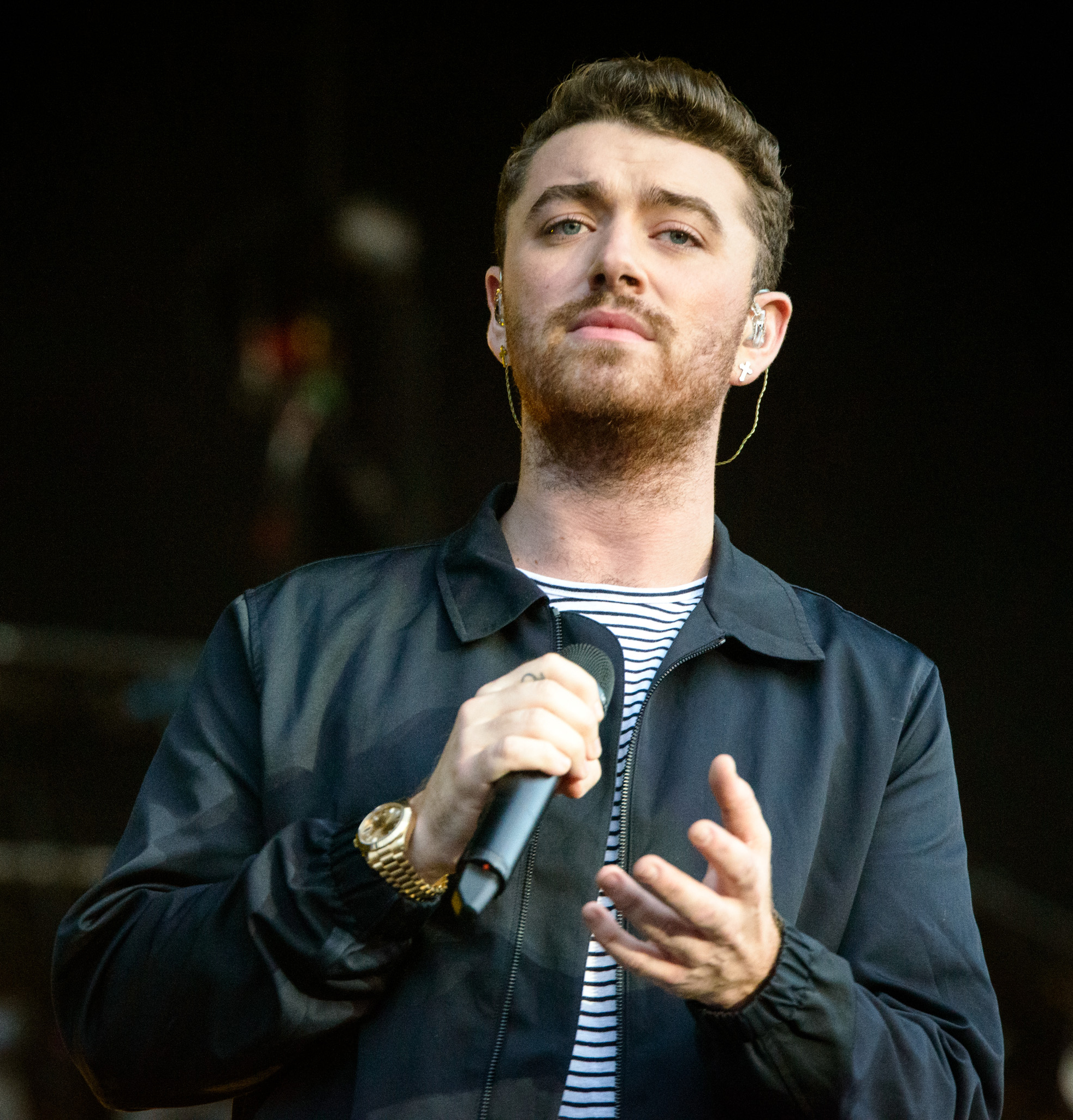
Sam Smith, vincitore nel 2015.

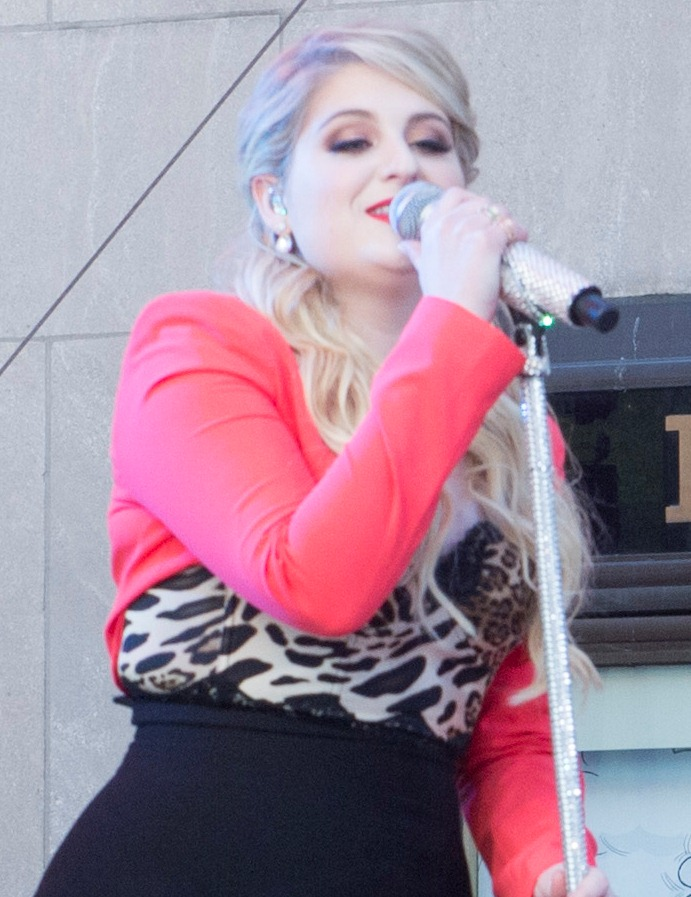
Meghan Trainor, vincitrice nel 2016.

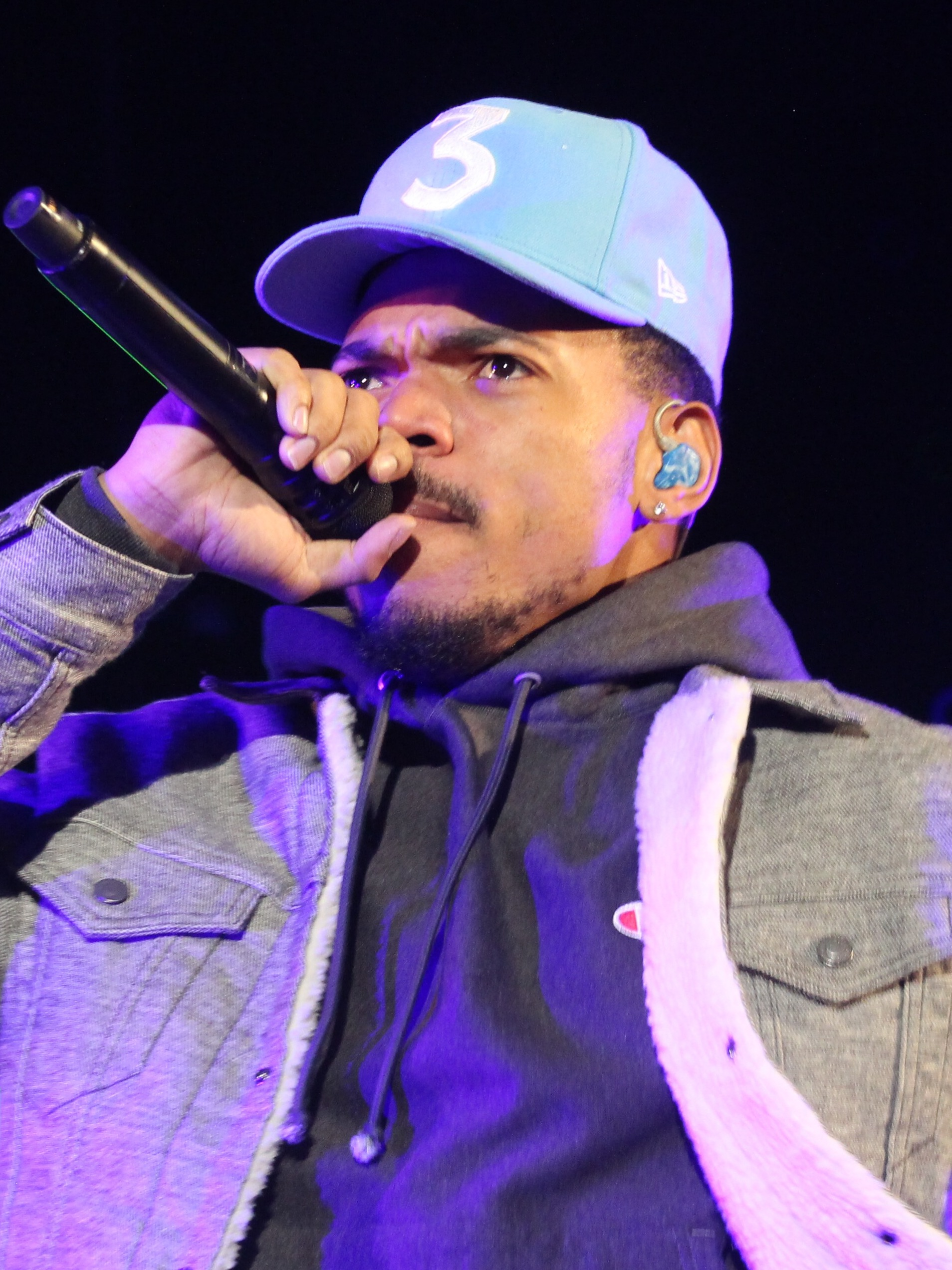
Chance the Rapper, vincitore nel 2017.

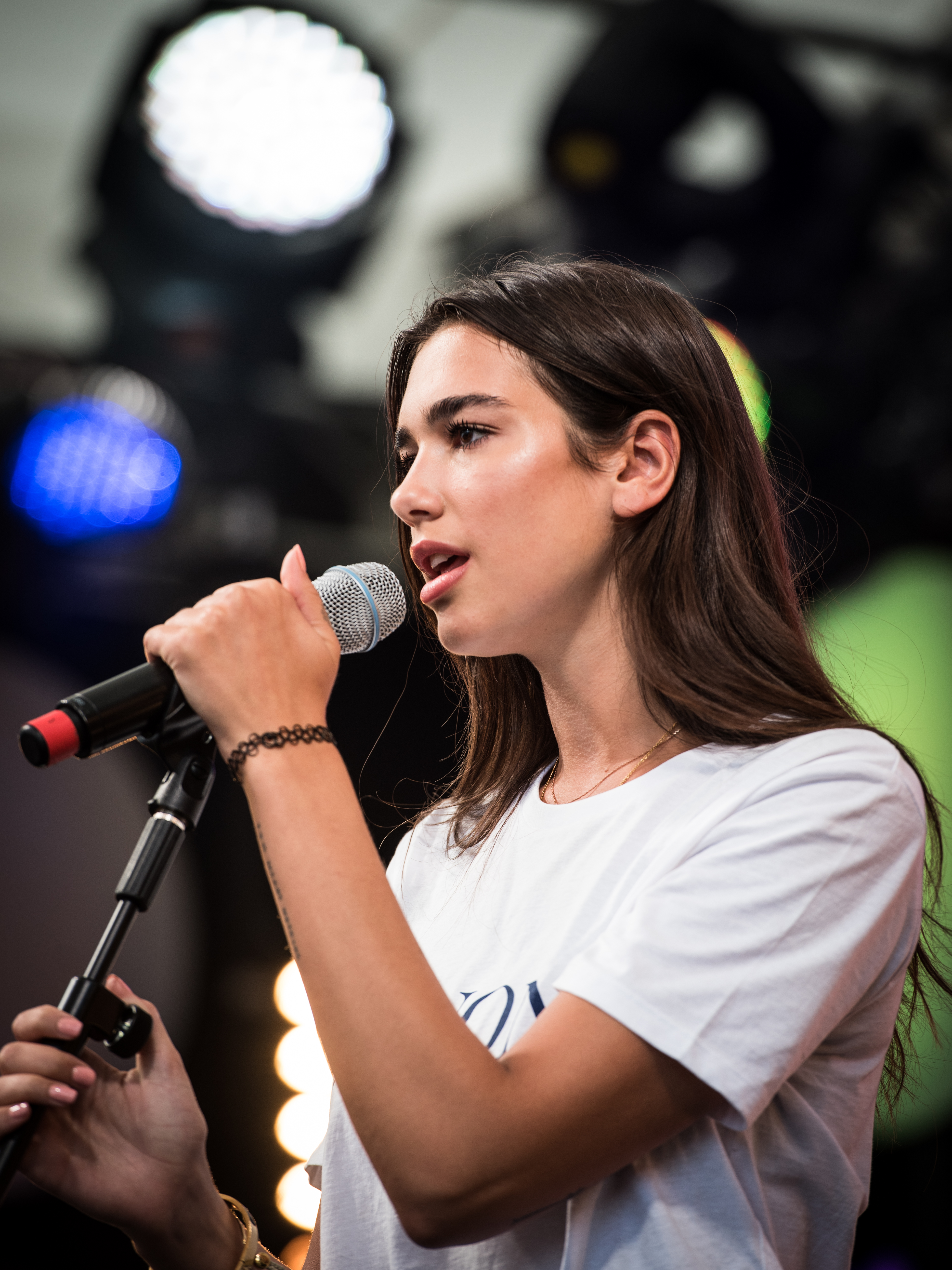
Dua Lipa, vincitrice nel 2019.

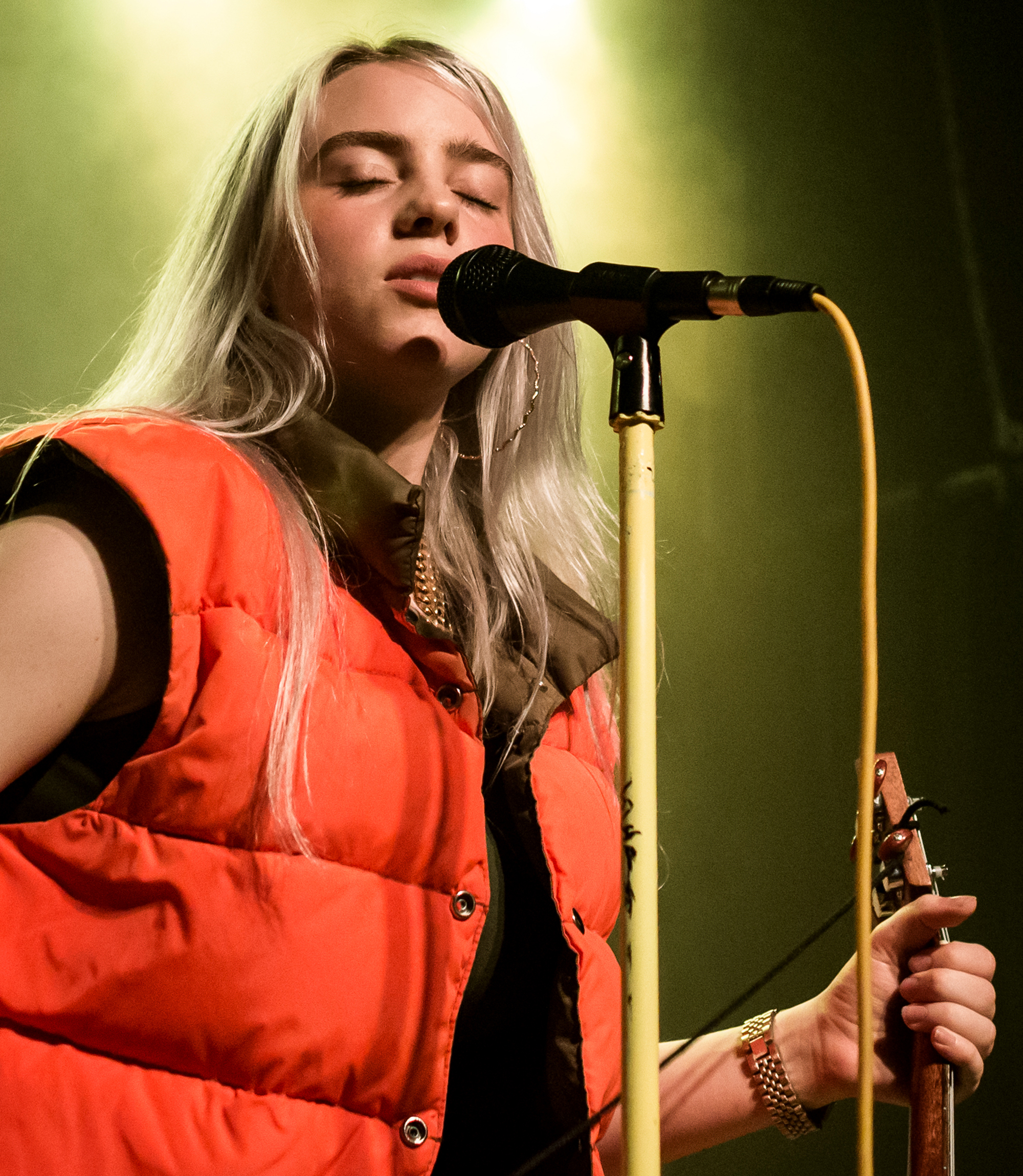
Billie Eilish, vincitrice nel 2020.

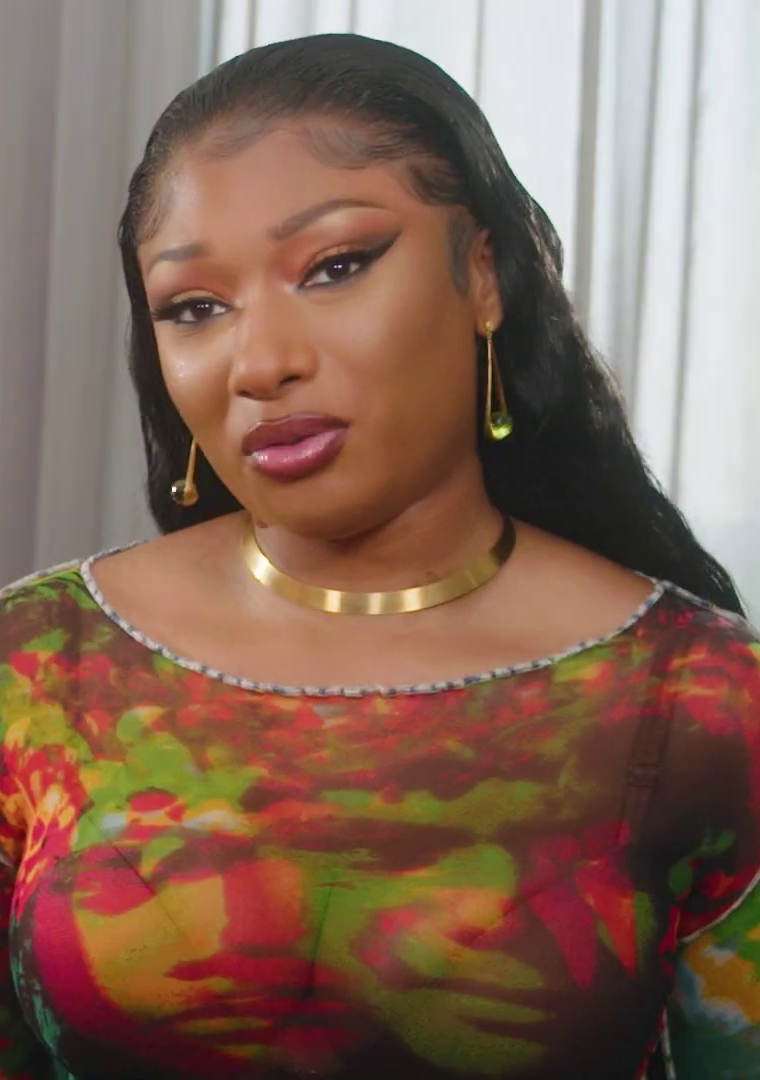
Megan Thee Stallion, vincitrice nel 2021.

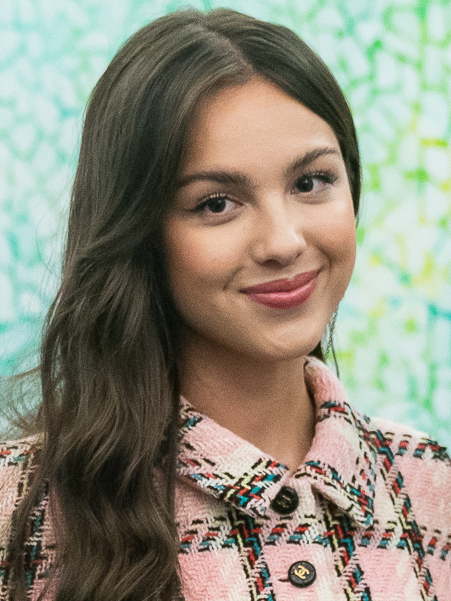
Olivia Rodrigo, vincitrice nel 2022.

- 2010[3]
  - Zac Brown Band
  - Keri Hilson
  - MGMT
  - Silversun Pickups
  - The Ting Tings
- 2011[4]
  - Esperanza Spalding
  - Justin Bieber
  - Drake
  - Florence and the Machine
  - Mumford & Sons
- 2012[5]
  - Bon Iver
  - The Band Perry
  - J. Cole
  - Nicki Minaj
  - Skrillex
- 2013
  - fun.
  - Alabama Shakes
  - Hunter Hayes
  - Frank Ocean
  - The Lumineers
- 2014
  - Macklemore & Ryan Lewis
  - Ed Sheeran
  - James Blake
  - Kacey Musgraves
  - Kendrick Lamar
- 2015
  - Sam Smith
  - Bastille
  - Brandy Clark
  - Haim
  - Iggy Azalea
- 2016
  - Meghan Trainor
  - Courtney Barnett
  - James Bay
  - Sam Hunt
  - Tori Kelly
- 2017
  - Chance the Rapper
  - Kelsea Ballerini
  - The Chainsmokers
  - Maren Morris
  - Anderson .Paak
- 2018
  - Alessia Cara
  - Khalid
  - Lil Uzi Vert
  - Julia Michaels
  - SZA
- 2019
  - Dua Lipa
  - Luke Combs
  - Bebe Rexha
  - Jorja Smith
  - Greta Van Fleet
  - Chloe x Halle
  - H.E.R.
  - Margo Price

### Anni 2020
- 2020
  - Billie Eilish
  - Black Pumas
  - Lil Nas X
  - Lizzo
  - Maggie Rogers
  - Rosalìa
  - Tank and the Bangas
  - Yola
- 2021
  - Megan Thee Stallion
  - Ingrid Andress
  - Phoebe Bridgers
  - Noah Cyrus
  - Chika
  - D Smoke
  - Doja Cat
  - Kaytranada
- 2022
  - Olivia Rodrigo
  - Arooj Aftab
  - Jimmie Allen
  - Baby Keem
  - Finneas
  - Glass Animals
  - Japanese Breakfast
  - The Kid Laroi
  - Arlo Parks
  - Saweetie
- 2023[6]
  - Samara Joy
  - Anitta
  - Omar Apollo
  - Domi and JD Beck
  - Latto
  - Måneskin
  - Muni Long
  - Tobe Nwigwe
  - Molly Tuttle
  - Wet Leg
- 2024[7][8]
  - Victoria Monét
  - Gracie Abrams
  - Fred again..
  - Ice Spice
  - madison beer
  - Jelly Roll
  - Coco Jones
  - Noah Kahan
  - The War and Treaty
- 2025[9]
  - Chappell Roan
  - Benson Boone
  - Sabrina Carpenter
  - Doechii
  - Khruangbin
  - Raye
  - Shaboozey
  - Teddy Swims

## Statistiche e Record
Questa è stata la prima categoria dei Grammy in cui è stato revocato un premio. Nel 1990 quando si scoprì che i vincitori, Milli Vanilli, non erano i veri cantanti del loro album di debutto. Il premio non è stato assegnato ad un altro artista.
Tra il 1997 e il 2003 il premio fu assegnato a tutte artiste femminili. Per 14 anni inoltre il vincitore non fu un artista maschile solista, fino a quando, nel 2006, John Legend non ruppe questa sequenza.
Solo cinque artisti hanno vinto contemporaneamente Miglior artista esordiente e Album dell'anno: Bob Newhart nel 1961, Christopher Cross nel 1981, Lauryn Hill nel 1999, Norah Jones nel 2003 e Billie Eilish nel 2020.
Nel 1984 per la prima volta nessuno degli artisti candidati era statunitense: i Culture Club, gli Eurythmics, i Musical Youth e i Big Country erano britannici e i Men Without Hats erano canadesi.